# Джус-Даниленко, Константин Иванович
Константин Иванович Джус-Даниле́нко (Джус; 1893, Одесса — 1962) — советский архитектор, специалист по школьному строительству. Председатель МОВАНО (1930).

## Биография
Родился 13 февраля 1893 года в Одессе в семье маляра. Участвовал в Первой мировой и Гражданской войнах. В 1929 году окончил архитектурный факультет МВТУ, в 1937 году — факультет усовершенствования Академии архитектуры СССР. В 1930-х годах работал в Архитектурно-планировочной мастерской Моссовета № 4 под руководством И. А. Голосова и Архплане Моссовета; позднее возглавлял мастерскую № 9. Участвовал в разработке проектов архитектурного оформления станций Московского метрополитена. На рубеже 1920-х — 1930-х годов входил в творческое объединение архитекторов ВОПРА. В 1930 году был избран председателем Московского областного отделения Всесоюзного архитектурно-научного общества (МОВАНО), которое объединило конкурирующие творческие группировки советских архитекторов (МАО, ОСА, АСНОВА, ВОПРА и др.). Член Союза архитекторов СССР с 1932 года.

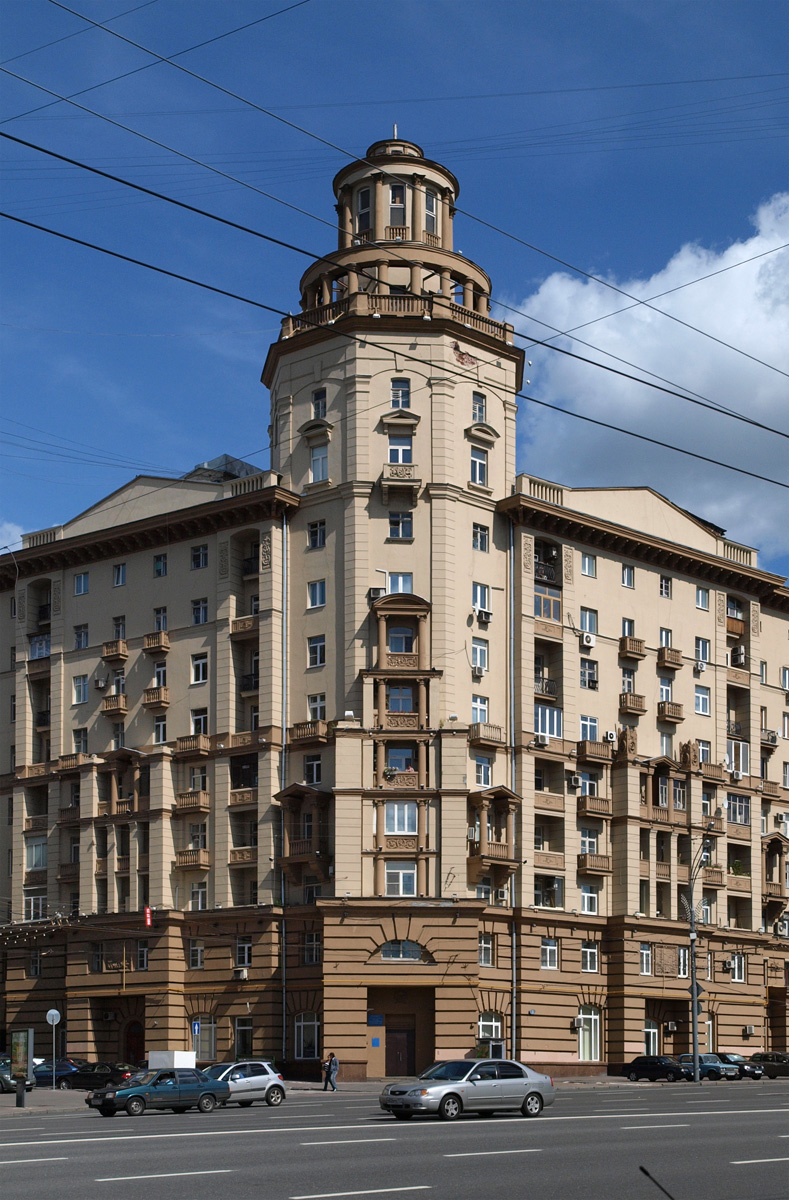
Дом на Малой Сухаревской площади

Получил известность как автор распространённых типовых проектов довоенных школьных зданий. В 1935 году выполнил проект московской школы по Усачёвой улице, 66А, положенный затем в основу типового проекта школьного здания южной ориентации. В 1938 году разработал аналогичный типовой проект школы северной ориентации (то есть обращенной главным фасадом на север). В 1936—1938 годах разработанные К. И. Джусом-Даниленко проекты были реализованы более чем в 60 постройках. В 1938 году разработал новый типовой проект школы, получивший около 10 реализаций. Автор ряда жилых домов в Москве.
Преподавал в Высшем архитектурно-строительном институте и в Московском архитектурном институте (доцент).
С 1944 года — начальник Главного управления по проектированию жилых зданий Комитета по делам архитектуры. В 1938-1947 годах избирался депутатом Московского городского совета.
Жил в Москве в Доме архитекторов на Ростовской набережной. Скончался 16 мая 1962 года. Похоронен в закрытом колумбарии № 18 Донского кладбища.

## Проекты и постройки
- Проект конференц-зала Коммунистического университета имени Я. М. Свердлова (1933, Москва, Миусская площадь);
- Школьное здание (1935, Москва, Усачёва улица, 66А), ныне — школа № 45;
- Школьное здание (1936: Москва, Лаврушинский переулок, 15);
- Школьное здание (1937, Москва, Подколокольный переулок, 11), не сохранилось;
- Школьное здание (1937, Москва, улица Достоевского, 25), ныне — школа № 1275;
- Школьное здание (1937 , Москва, улица Высокая, 6), расширено в 1989 году; ныне — школа 1375;
- Школьное здание (1937/38, Москва, Потаповский переулок ), бывшая школа № 612 [10];
- Школьное здание (1937/38, Москва, 3-я Радиаторская улица, 8А), бывшая школа № 223, не сохранилось [11];
- Школьное здание (1938, Москва, улица Двинцев, 10), ныне — школа № 259;
- Школьное здание (1938, Москва, Композиторская улица, 10—12), не сохранилось[12];
- Школьное здание (1938, Фрязино, Центральная улица, 11), не сохранилось;
- Школьное здание (1938, Москва, Садовническая улица, 57А), ныне — коррекционная школа № 1406;
- Школьное здание (1930-е, Москва, Армянский переулок, 4);
- Школьное здание (1930-е, Москва, улица Барболина, 1), расширено в 1954 году[13];
- Жилой дом Управления милиции (1938, Москва, проспект Мира, 15);
- Жилой дом (1939, Москва, Авиамоторная улица, 30);
- Жилой дом (1939, Москва, Авиамоторная улица, 51);
- Жилые дома (1939, Москва, Фрунзенская набережная, 4, 8)  памятник архитектуры (вновь выявленный объект);
- Проект застройки Садовой-Самотёчной улицы (1939—1940, Москва), не осуществлён;
- Жилой дом с поликлиникой (1950—1951, Москва, Малая Сухаревская площадь, 3, стр. 2);
- Планировка секции жилого дома (1950-е, Москва, Кутузовский проспект, 23, корпус 1)[14].

## Награды
- Орден Трудового Красного Знамени (13.07.1940) — за успешную работу по осуществлению Генерального плана реконструкции Москвы[15]
- Орден Красной Звезды (1947) — за успешную работу по осуществлению Генерального плана реконструкции Москвы[16]